# Pallacanestro Femminile Costone
L'Associazione Dilettantistica Pallacanestro Femminile Costone è la società di pallacanestro femminile di Siena. Ha disputato la Serie A2. Attualmente milita nel campionato Regionale serie B Regionale 
Gioca al PalaOrlandi di Siena.

## Storia
Benché Siena sia stata la "patria" della pallacanestro femminile italiana grazie all'opera di Ida Nomi, la città non ha mai avuto una squadra nella massima serie. In passato si ricorda la Libertas, 3° nella Serie B 1966-67.Successivamente fu la squadra femminile della Virtus ad arrivare alla serie B, poi il CUS, con gran parte delle giocatrici provenienti dalla Virtus raggiunse la serie A2 nell'anno della sua prima istituzione 1980-81.  La squadra del Cus continuò in serie B per alcuni anni, per essere poi rilevata dal Costone alla fine degli anni ottanta, permanendo sempre in B, fino alla promozione in A2 nel 2000.
Nel campionato 2000-01 arriva 7º nel Girone B di Serie A2. Nel 2001-02 arriva 6º nel Girone A di Serie A2 e 5° nel Girone A della Poule promozione. Nel 2002-03 arriva 6º nel Girone Sud di Serie A2 e disputa i play-off.
Nel 2003-04 arriva 7º nel Girone B di Serie A2 e disputa i play-off. Nel 2004-05 disputa ancora l'A2. Nel 2005-06 arriva 4º nel Girone Sud di Serie A2 e viene eliminato ai play-off dalla San Raffaele Roma. Nel 2006-07 arriva 3º nel Girone Sud di Serie A2 e viene eliminato ai play-off dall'Italmoka Pozzuoli.
Al termine dei play-out della stagione 2012-13, retrocede in Serie A3, categoria alla quale non si iscrive. Riparte dalla Serie B regionale. Nel 2016-2017 evita la retrocessione in Serie C vincendo lo spareggio playout. Nel 2017-2018 è ancora Serie B.